# Modele oceniania szkolnego
Jednym z głównych obowiązków szkół wobec uczniów jest pomiar (ocenianie) stopnia przyswajania przez nich wiedzy. Na świecie istnieje wiele sposobów oceniania.
Oto najpopularniejsze:

## Model tradycyjno-legalistyczny
Nauczyciel / wykładowca wystawia ocenę na podstawie odpytywania ustnego, sprawdzianów, pisemnych egzaminów, zaliczeń przedmiotowych.
Tego typu model stosują między innymi: Polska – skala ocen 1 – 6; Holandia – skala ocen 1 – 10; Białoruś – skala ocen 1 – 10, Ukraina – skala ocen 1 – 12.

## Model literowo-ocenowy
Stosowany jest w niektórych szkołach niemieckich i w większości amerykańskich.
Polega na wystawieniu uczniowi dwóch ocen:
– jedną otrzymuje się za osiągnięcia:
- A – osiągnięcia wybitne
- B – bardzo dobre
- C – dobre
- D – przeciętne
- E – poniżej przeciętnej
- F – nie do przyjęcia

– drugą ocenia się wysiłek jaki został włożony w daną pracę:
- 3 – maksymalny
- 2 – częściowy
- 1 – sporadyczny
- 0 – żaden.

## Model punktowy
Tutaj uczeń zdobywa różnorodne punkty za wiedzę i umiejętności, które są później przeliczane na stopnie bądź wyrażone w decyzji o zaliczeniu.
Zasady zdobywania punktów:
- kryterium przedmiotu (im trudniejszy przedmiot tym za jego zaliczenie jest do zdobycia większa liczba punktów)
- kryterium wykładowców (większą liczbę punktów zdobywa się za zaliczenie przedmiotu, którego wykładowcą jest ceniony profesor)
- kryterium czasu (większą liczbą punktów nagradzane jest poświęcenie dodatkowego czasu, np. przygotowywanie się do zajęć w czytelni)

Niewątpliwymi zaletami tego systemu jest jego konkretność oraz wywoływanie w uczniach motywacji do nauki.
Podstawową wadą jest fakt, że jeśli zdobyte punkty nie są przeliczane na ocenę a ich liczba decyduje jedynie o fakcie zaliczenie, powoduje to, iż najzdolniejsi uczniowie, którzy mają pewność, że osiągnęli minimalną liczbę punktów gwarantującą zaliczenie nie posiadają większych aspiracji do nauki.
Ten rodzaj modelu stosowany jest w USA.

## Model zero-jedynkowy
Popularny jest głównie w Hiszpanii, Francji, Niemczech i USA.
Najważniejszy tutaj jest próg wymagań ustalony przez nauczyciela. Jeśli kandydat przekroczył ten próg – dostaje 1, dzięki czemu zalicza przedmiot; jeśli nie – otrzymuje 0.

## Model alternatywny klasyfikacyjny
Polega na tym, że uczeń w ciągu roku nie otrzymuje ocen, na koniec dostaje natomiast pismo od nauczyciela, w którym opisane są wszystkie osiągnięcia i braki w wiedzy ucznia.
Zalety:
- bezstresowość
- swoboda
- uczeń sam decyduje, czy chce się uczyć.

Wady:
- możliwość lekceważenia nauki
- brak systematyczności w nauce
- czasochłonny dla nauczyciela.

## Model bez stopni i promocji
Stosowany jest w tzw. szkołach alternatywnych Waldorfa czy Montessori.